# كيم هيون-سو
كيم هيون-سو (الكورية: 김현수) هو لاعب كرة قدم كوري جنوبي في مركز الدفاع، ولد في 14 فبراير 1973 في كوريا الجنوبية. شارك مع منتخب كوريا الجنوبية تحت 23 سنة لكرة القدم ومنتخب كوريا الجنوبية لكرة القدم. أما مع النوادي، فقد لعب مع جامعة يونسي وجونبك هيونداي موتورز.

## وصلات خارجية
- كيم هيون-سو على موقع الاتحاد الدولي (مؤرشف)  (الإنجليزية)
- كيم هيون-سو على موقع دوري كوريا الجنوبية (الإنجليزية)
- كيم هيون-سو على موقع قاعدة بيانات كرة القدم.إي يو (الإنجليزية)
- كيم هيون-سو على موقع ناشيونال فوتبول تيمز (الإنجليزية)
- كيم هيون-سو على موقع أوليمبيديا (الإنجليزية)